# Visto lo visto TV
Visto lo visto TV (abreviado VLV) fue un programa mensual de entretenimiento y humor, así como de crítica social, rodado en el Teatro Condal de Barcelona y subido a Youtube. Fue conducido por el presentador Valentí Sanjuan y producido por Mercè Sanjuan.

## Historia
VLV inició su emisión por primera vez en Catalunya Ràdio en marzo del 2010, bajo el nombre de Vist i no vist, en catalán y en formato radiofónico. 
Posteriormente, tuvo lugar en el Teatro Alexandra de Barcelona, con el nombre de Visto lo visto TV, en español y en formato de programa de televisión.
Su contenido abrazó un amplio abanico de campos, como monólogos, música, magia, sorteos, entrevistas, actuaciones en directo, concursos y distintas secciones preparadas por colaboradores, junto a actividades de entretenimiento.
Durante la emisión del programa participaron varios artistas de entretenimiento, monologuistas y youtubers, como: Vengamonjas, Jordi Évole, Manos de Topo, Catarres, Alebert Boira, AuronPlay, Wismichu, Adelita Power, Abi Power, Dickstroyers, jpelirrojo, Toni Moog, Carmen de Mairena, Planeta Impro, Silvia Abril, Buenafuente, Ángel Llàcer, Love of Lesbian, Mürfila, Miguel Lago o El chico morera y Sara G, entre otros muchos.
El programa fue caracterizado por la recurrente participación del público en las transmisiones hechas enTwitter y Facebook de VLV .

## Colaboradores
Los colaboradores del programa fueron:
- Valentí Sanjuan: Presentador y director del programa. Dio acceso a los distintos colaboradores y artistas invitados. Dio estructura al programa, en las entrevistas, sorteos y concursos.

- Loulogio: Realizó monólogos en los que usualmente solicitaba la participación del público, añadiendo retos, pruebas y bromas, como chatear con desconocidos en Chatroulette.

- Venga Monjas: Pareja de cómicos de YouTube que abordaron diferentes acontecimientos en su sección "Noticias de Actualidad".

- Ana Morgade: Colaboradora que llevó una sección con punto de vista humorístico y crítico llamada "Por un mundo mejor".

- Álvaro Carmona: Fundó su sección «Entrevistas a gente interesante que trabaja en algo interesante también y de ahí la entrevista (yeah!)», entrevistas absurdas a personas de distintos sectores en las que les lanzó preguntas sin sentido alguno estrechamente relacionadas con su profesión.

- Rush Smith: Creador de contenido de YouTube que llevó los sorteos y concursos de Twitter. Fue DJ junto con Kion.

- Kion: DJ que produjo la música y edición de los videos. Normalmente, era situado al fondo del escenario.

- Bollicao: YouTuber, llevó distintas secciones en el programa. Durante su personaje «La doctora Lisbiana» realizaba monólogos de índole sexual.

- Antonio Díaz: Fue el mago del programa, también conocido como Mr. Snow.

- Yellow Mellow: Realiza vlogs en su canal, mashups, covers, canciones y challenges. En sus canales secundarios, como MeloMore, crea vídeos sobre las experiencias que recibe diariamente y en el canal MeloGames publica gameplays con una amplia variedad de juegos siendo su especialidad los 'Hunger Games' de Minecraft.

- Raúl Escolano: Dio monólogos variados y narraba noticias vía Skype.

## Acogida
El programa contó con un numeroso y participativo público en sus streamings. En su clausura, acumuló un alrededor de cien mil suscriptores en su canal de YouTube.

## Entrada
La entrada al programa fue gratuita y se conseguía por medio de Facebook. Adicionalmente, se repartía una Estrella Damm por cada invitado.